# Elezioni legislative in Portogallo del 2005
Le elezioni legislative in Portogallo del 2005 si tennero il 20 febbraio per il rinnovo dell'Assemblea della Repubblica.
In seguito all'esito elettorale, José Sócrates, espressione del Partito Socialista, divenne Primo ministro.

## Risultati
| Partito Socialista                          | 2 588 312 | 46,40 | 121 |  |  |  |
| Partito Social Democratico                  | 1 653 425 | 29,64 | 75  |  |  |  |
| Coalizione Democratica Unitaria (PCP - PEV) | 433 369   | 7,77  | 14  |  |  |  |
| Partito Popolare                            | 416 415   | 7,46  | 12  |  |  |  |
| Blocco di Sinistra                          | 364 971   | 6,54  | 8   |  |  |  |
| Partito Comunista dei Lavoratori Portoghesi | 48 186    | 0,86  | –   |  |  |  |
| Partito della Nuova Democrazia              | 40 358    | 0,72  | –   |  |  |  |
| Partito Umanista                            | 17 056    | 0,31  | –   |  |  |  |
| Partito Nazionale Rinnovatore               | 9 374     | 0,17  | –   |  |  |  |
| Partito Operaio di Unità Socialista         | 5 535     | 0,10  | –   |  |  |  |
| Partito Democratico dell'Atlantico          | 1 618     | 0,03  | –   |  |  |  |
| Totale                                      | 5 578 619 | 100   | 230 |  |  |  |
|                                             |           |       |     |  |  |  |
| Schede bianche                              | 103 537   | 1,80  |     |  |  |  |
| Schede nulle                                | 65 515    | 1,14  |     |  |  |  |
| Votanti                                     | 5 747 671 |       |     |  |  |  |

- I risultati ufficiali furono soggetti a rettifica relativamente al distretto di Évora. Secondo i dati ufficiali, inoltre, i votanti sono in tutto 5.747.834, ossia 163 in più del totale risultante dalla sommatoria (tale discrasia era presente anche nei risultati antecedenti a detta rettifica).

| Riepilogo dei seggi (+/- elezioni 2002) | Riepilogo dei seggi (+/- elezioni 2002) | Riepilogo dei seggi (+/- elezioni 2002) | Riepilogo dei seggi (+/- elezioni 2002) | Riepilogo dei seggi (+/- elezioni 2002) | Riepilogo dei seggi (+/- elezioni 2002) | Riepilogo dei seggi (+/- elezioni 2002) |
| --------------------------------------- | --------------------------------------- | --------------------------------------- | --------------------------------------- | --------------------------------------- | --------------------------------------- | --------------------------------------- |
|                                         |                                         |                                         |                                         |                                         |                                         |                                         |
| CDU                                     | 14                                      | ▲ 2                                     |                                         | BE                                      | 8                                       | ▲ 5                                     |
| PS                                      | 121                                     | ▲ 25                                    |                                         | PSD                                     | 75                                      | ▼ 30                                    |
| CDS-PP                                  | 12                                      | ▼ 2                                     |                                         |                                         |                                         |                                         |